# الرنچو دلاس گولوندریاس
الرنچو  دلاس گولوندریاس (به انگلیسی: El Rancho de las Golondrinas) یک منطقهٔ مسکونی در ایالات متحده آمریکا است که در نیومکزیکو واقع شده‌است.